# Hamdeen Sabahi
Hamdeen Sabahi (em árabe: حمدين صباحي, arz; nascido em 5 de julho de 1954) é um político e jornalista egípcio. Ele é um ex-candidato presidencial e atualmente líder do Egyptian Popular Current e co-líder da Frente de Salvação Nacional.
Foi um ativista de oposição durante as eras Sadat e Mubarak, período em que foi preso 17 vezes por dissidência política. Foi apoiador imediato e participante da Revolução Egípcia de 2011. Sabahi se candidatou à eleição presidencial de 2012, na qual ficou em terceiro lugar com 21,5% dos votos, ficando atrás do segundo colocado, Ahmed Shafiq, por uma diferença de 700.000 votos.
Na eleição presidencial de 2014, foi um dos apenas dois candidatos. Terminou em segundo lugar, com menos de 4% dos votos. Abdel Fattah el-Sisi foi declarado vencedor após obter 22 milhões dos quase 23 milhões de votos válidos. Sisi foi empossado como Presidente do Egito em 8 de junho de 2014.
Figura de oposição bem conhecida, Sabahi se identifica com o nasserismo e, em 1996, fundou o Partido Nasserista Karama (Dignidade). Ele concorreu como independente, e não como candidato do Partido Dignidade. Um dos poucos nomes seculares sem vínculos com o regime de Hosni Mubarak, Sabahi atraiu o apoio de vários líderes nasseristas. Ele concorreu com o slogan “um de nós”, que destaca seus fortes laços com a classe trabalhadora e reforça suas aspirações socialistas. Sabahi também conquistou o apoio de figuras egípcias proeminentes, como o escritor e ativista político Alaa Al Aswany e o diretor e roteirista Khaled Youssef.

## Início de vida
Sabahi nasceu em uma pequena cidade do Delta do Nilo em Kafr el-Sheikh Governorate chamada Baltim, em 1954, filho de um fellah (“camponês”). Ele foi o mais novo de onze irmãos. Seu pai se beneficiou das reformas agrárias promovidas após a Revolução Egípcia de 1952. Sabahi passou a infância entre agricultores e pescadores e se tornou pescador na adolescência.

## Educação
Em 1975, Sabahi ingressou na Cairo University, onde estudou comunicação social e atuou como editor-chefe da revista universitária The Students. Junto com um grupo de colegas, fundou o “Clube de Pensamento Nasserista”, do qual também foi presidente. Logo depois, o clube abriu filiais em outras universidades egípcias. Sabahi e seus colegas criaram o clube como resposta ao que consideravam a política de Sadat de desfazer o legado do falecido presidente Gamal Abdel Nasser. Naquele ano, Sabahi também foi eleito presidente do conselho estudantil da Universidade do Cairo até 1976 e presidente da União Geral dos Estudantes Egípcios até 1977.
Em 1977, após os massivos protestos anti-governo, o então presidente Anwar Sadat se reuniu com representantes de sindicatos estudantis de todo o Egito para um debate televisionado. Foi nesse momento que Sabahi se tornou amplamente conhecido entre os egípcios. Ele manifestou abertamente sua desaprovação em relação às políticas econômicas de Sadat e ao alegado conluio de seu governo. Criticou a política de Infitah (“Porta Aberta”), que, segundo ele, só beneficiava os capitalistas e aqueles que já eram abastados.[carece de fontes?] Também rejeitou os planos de Sadat de fazer as pazes com Israel, enquanto os palestinos permaneciam sem um lar e sem representação. “Se as condições que precisamos aceitar para que essa terra seja devolvida incluírem o reconhecimento da entidade sionista”, argumentou Sabahi, “isso seria um erro.” Por conta desse confronto, foi proibido de trabalhar como jornalista na mídia estatal.
Em setembro de 1981, em decorrência de suas críticas contundentes ao tratado de paz, Sabahi se tornou o membro mais jovem do Movimento Nacionalista de Oposição a ser detido. Ele estava entre cerca de 1 500 outros ativistas políticos presos pelo governo de Sadat em uma repressão de âmbito nacional. Em 1985, obteve o título de mestre em jornalismo. Pouco tempo depois, Sabahi e alguns colegas fundaram o Saʿid (The Rising), “um centro de jornalismo árabe”, onde muitos jovens jornalistas árabes foram treinados na profissão. Foi novamente preso, dessa vez durante a presidência de Hosni Mubarak, no fim da década de 1980, sob a acusação de integrar o grupo “Revolução Egípcia”, que teria assassinado israelenses dentro do Egito. O grupo, liderado por Mahmoud Nour Eddin, incluía Khalid Abdel Nasser, filho do falecido presidente Nasser. Ele voltou a ser preso em 1991, após um discurso aos estudantes da Universidade do Cairo, em que condenou os ataques aéreos dos Estados Unidos contra o Iraque, após a retirada do exército iraquiano do Kuwait.

## Carreira política

### Membro do Partido Nasserista
Sabahi ajudou a fundar o Partido Nasserista Democrático Árabe (legalizado em 1992), liderado por Diaa al-Din Dawoud. Em 1993, ele esteve entre os membros do movimento nacionalista egípcio que visitaram líderes da resistência palestina no Líbano. Desde a década de 1970, mantinha apoio constante à resistência palestina e libanesa contra Israel. Nesse mesmo ano, Sabahi sobreviveu a uma tentativa de assassinato e foi novamente detido por condenar a inação dos países árabes diante das sanções impostas ao Iraque. Em sua primeira tentativa de disputar as eleições parlamentares, em 1995, o governo Mubarak teria enviado capangas para atacar seus apoiadores, prática relativamente comum do governo na época. Ele não venceu na eleição de 1995, embora tenha obtido um número significativo de votos e chegado ao segundo turno.
Depois das eleições parlamentares de 1995, surgiram tensões entre as alas antiga e nova do partido. A ala antiga, representada por Dawoud, incluía ex-integrantes da União Socialista Árabe (ASU) que foram presos pelo então presidente Anwar Sadat em 1971, enquanto a ala jovem consistia em ativistas estudantis que defendiam os princípios do nasserismo durante o governo Sadat. Sabahi fazia parte do grupo mais jovem, e, juntamente com Amin Iskander e outros três membros graduados da ala jovem, acabou sendo suspenso do partido por Dawoud em março de 1996, por insistir continuamente que a ala antiga dividisse o poder com a juventude em nome da modernização. Eles também foram banidos das eleições internas de 1996, que Sabahi considerou nem livres nem justas.
Em 1997, o regime Mubarak aprovou uma lei que retirava dos agricultores o direito de possuir a terra que pagavam e mantinham, encerrando efetivamente as reformas da era nasserista e prejudicando os direitos de arrendamento dos camponeses. Sabahi foi preso pela terceira vez e torturado em 1997 por se opor veementemente à lei. Foi acusado de “incitar os trabalhadores rurais a organizar uma ocupação por tempo indeterminado de suas terras em protesto” contra essa legislação.

### Liderança do al-Karama
Em 1998, Sabahi e Iskander fundaram o partido político al-Karama (“Dignidade”), após renunciarem ao ADNP. Em setembro, a suspensão deles no ADNP foi anulada como ilegal, mas ambos se recusaram a retornar ao partido. Sabahi declarou: “Nossas divergências com Dawoud se devem à sua insistência em tomar decisões unilaterais, independentemente da opinião da maioria dos membros do partido”. O al-Karama não foi legalizado pelo Comitê de Partidos Políticos, supervisionado pelo governo. A partir de 1999, Sabahi passou a ser membro ativo do Sindicato dos Jornalistas e foi nomeado responsável pelo comitê de Mídia. Em 2000, foi eleito para o Parlamento, embora tenha concorrido como independente. Na época, sua campanha focava na preservação do Lake Burullus e na proteção do local contra a poluição. Ele também se opôs a planos de expansão territorial na área do lago, que incluíam o aterramento de parte de Burullus, alegando que isso destruiria a fauna local e levaria ao aumento do desemprego entre os pescadores.
Em 2003, Sabahi foi preso pela quarta vez por liderar manifestações contra o uso do Canal de Suez por embarcações norte-americanas a caminho do Iraque, como parte da invasão do país. Ele foi o primeiro parlamentar a ser detido enquanto ainda estava no exercício do mandato. Um ano depois, ajudou a criar o movimento de base “Egyptian Movement for Change” ou Kefaya (“Basta”), que se opunha à permanência de Mubarak no poder e à ideia de preparar o filho de Mubarak, Gamal, para a presidência.
Sabahi se tornou editor-chefe do recém-criado jornal Al-Karama, veículo oficial do partido, até meados de 2010. Em 2006, declarou apoio à resistência libanesa (Hezbollah) contra Israel e, em 2008, foi para a Faixa de Gaza na tentativa de ajudar a romper o cerco imposto à região. Enquanto esteve lá, encontrou-se com autoridades palestinas do movimento Hamas para discutir as condições locais e demonstrar a solidariedade do povo egípcio com a causa palestina e a posição do Hamas contra Israel. Em 2009, Sabahi deixou sua posição de secretário-geral do al-Karama para se concentrar em seu plano de concorrer à próxima eleição presidencial. Inicialmente, em 2010, obteve o apoio de milhares de pessoas para sua campanha. No início de 2010, ele cofundou a Al-Gamʿiyya al-Wataniyya lil-Taghyir ou “National Association for Change”, juntamente com Mohammed ElBaradei e Ayman Nour.

### Papel na Revolução Egípcia
Em 25 de janeiro de 2011, primeiro dia da Revolução Egípcia de 2011, Sabahi participou dos protestos em sua cidade natal, Baltim, onde sofreu ferimentos leves devido à repressão das forças de segurança. Em seguida, ele se juntou às manifestações em massa contra Mubarak na Praça Tahrir, no Cairo. Também esteve presente no protesto conhecido como “Sexta-feira da Ira”, em 28 de janeiro, onde permaneceu todo o dia na região de Mohandessin entre a multidão.
Após a queda do governo Mubarak, Sabahi proferiu diversos discursos e palestras em universidades apoiando a revolução e discutindo suas consequências. Ele também participou de vários protestos contra o Supreme Council of the Armed Forces, que assumiu o controle interino do país. Em agosto de 2011, tomou parte em manifestações diante da embaixada israelense no Cairo. Criticou a forma como o SCAF lidou com as manifestações, especialmente o episódio de Maspero, em que 26 manifestantes foram mortos, e o da rua Mohamed Mahmoud, em novembro, onde 40 manifestantes morreram.

### Campanha presidencial de 2012

Sabahi durante um comício de campanha em 2012.

Sabahi anunciou oficialmente sua intenção de concorrer à presidência. Prometeu fazer o melhor para que o Egito se tornasse uma democracia, onde a lei estivesse acima de tudo e onde os direitos dos cidadãos fossem sagrados. Em uma coletiva de imprensa em março de 2011, prometeu tornar mais clara a separação de poderes, oferecer equidade e justiça social e livrar a economia egípcia de monopólios e corrupção. Falou ainda de reformas econômicas, como a definição de prioridades para o orçamento nacional e a implementação de um salário-mínimo para os trabalhadores.
Em outra coletiva, em outubro de 2011, declarou que sua campanha presidencial se concentraria em três aspectos: “construir um sistema democrático..., garantir liberdades gerais, esclarecer a separação de poderes, limitar o poder presidencial, garantir a liberdade dos partidos políticos, sindicatos e meios de comunicação”, além de defender o direito dos cidadãos de protestar e fazer greve. Sobre economia e justiça social, ressaltou que pretende estabelecer um modelo de capitalismo de Estado no Egito, em que os setores público e privado colaborem mutuamente. De acordo com Sabahi, o cidadão egípcio deve ter acesso a oito itens básicos: “habitação, saúde, alimentação, educação gratuita, trabalho, seguro e salário justo, além de um meio ambiente limpo.” Ele afirmou: “Se eu me tornar presidente e não cumprir essas promessas, peço que me responsabilizem.”
Outra grande preocupação de Sabahi é restabelecer o status do Egito como potência regional. Ele reafirmou seu apoio ao Artigo 2 da Constituição de 1971, que define a lei islâmica (Sharia) como principal fonte de legislação, e reitera a crença de que o Egito é um país árabe e islâmico, construído “em conjunto por muçulmanos e cristãos”.
Em 25 de janeiro de 2012, primeiro aniversário da revolução, Sabahi sugeriu que egípcios no Egito e no exterior que possuam 50 milhões de libras egípcias (cerca de US$ 8,3 milhões) ou mais paguem um imposto único de 10%, que ele chamou de “Tahrir”. Ele argumentou que isso seria o primeiro passo para alcançar equidade e justiça social, bem como oferecer oportunidades iguais a todos os egípcios.
Sabahi afirmou que não concorreria à presidência se a constituição em elaboração estabelecesse um sistema parlamentar de governo, pois esse modelo, em sua opinião, “criaria um novo ditador”. Esse é um dos motivos pelos quais defende que a nova constituição fosse redigida antes das eleições presidenciais. “Precisamos de um Parlamento”, explicou ele, “que seja independente do presidente e que possa responsabilizá-lo.” Argumentou que o perigo de um sistema parlamentar reside no fato de o primeiro-ministro, escolhido pela maioria dos deputados, ser o chefe de governo. E, como os deputados o escolheram, inevitavelmente o apoiariam e o protegeriam.
Sobre o Conselho Supremo das Forças Armadas, Sabahi disse que o desempenho do conselho, no início, foi muito bom, pois favoreceu e ficou ao lado dos manifestantes na Praça Tahrir. Porém, com o tempo, as relações se deterioraram, pois o conselho teria administrado mal a fase de transição. “Eles poderiam facilmente ter mantido o amor e o respeito” que o povo tinha pelas Forças Armadas, argumentou ele. “Poderiam facilmente ter estabelecido a estabilidade de que tanto falavam. E muito mais cedo.”
Antes da votação, Sabahi aparecia atrás nas pesquisas e era considerado o “azarão” da disputa. No entanto, conseguiu mais de 21% dos votos, ficando em terceiro lugar. O ex-ministro da era Mubarak, Ahmed Shafiq, superou Sabahi por uma margem de cerca de 700 000 votos, obtendo o segundo lugar na disputa e avançando para o segundo turno contra Mohammad Morsi, do Partido da Liberdade e Justiça. Apesar disso, seu bom desempenho surpreendeu diversos analistas que não esperavam que tivesse tantos votos, pois ele não dispunha de uma máquina partidária organizada fora dos grandes centros urbanos. A maior parte de seus votos veio de Alexandria e Port Said, onde liderou, além de partes do Cairo, Dacalia, Damieta, Suez e Gharbia. Desde o anúncio dos resultados, Sabahi registrou uma queixa formal, alegando irregularidades na votação e questionando a legalidade da candidatura de Ahmed Shafiq.

### Atuação após o golpe militar
No contexto do golpe militar de 2013, o então ministro da Defesa, general Abdul Fattah al-Sisi, convocou manifestações em massa para 26 de julho de 2013, a fim de receber um “mandato” para reprimir o “terrorismo.” Embora o anúncio tenha sido rejeitado por grupos egípcios de direitos humanos e por diversos movimentos políticos que inicialmente apoiaram o golpe, como o revolucionário Movimento Jovem 6 de Abril e o moderado Partido Forte do Egito, Sabahi e seu movimento Corrente Popular Egípcia apoiaram a convocação do general Sisi e pediram a seus seguidores que participassem das manifestações.
Em agosto de 2013, após a repressão violenta das forças de segurança contra um acampamento de apoiadores do presidente deposto Mohamed Morsi, em que centenas de manifestantes foram mortos, Sabahi declarou, em entrevista por telefone à emissora Al-Hayat, que as forças nacionais estavam ao lado do aparato estatal para derrotar o terrorismo: “Seguiremos de mãos dadas, o povo, o exército e a polícia.”
Na mesma entrevista, defendeu a realização de uma cúpula árabe emergencial para “apoiar o Egito diante do terrorismo”, elogiou a postura dos Emirados Árabes Unidos, Jordânia, Kuwait e do rei da Arábia Saudita, além de defender convites aos presidentes da Rússia e da China para visitarem o Egito e apoiarem sua posição.
Sabahi criticou a decisão judicial que condenou Ahmed Maher, Mohammed Adel e Ahmed Douma a três anos de prisão e ao pagamento de uma multa de 50.000 libras egípcias, defendendo que o presidente interino Adly Mansour conceda perdão a esses e outros detidos.

### Campanha presidencial de 2014
Sabahi anunciou oficialmente sua candidatura à eleição presidencial de 2014 em 8 de fevereiro de 2014. Em 14 de março de 2014, Sabahi criticou o Marechal de Campo Sisi e o governo interino de transição, expressando dúvidas quanto ao compromisso de Sisi com a democracia. Alegou que o general tem responsabilidade direta e indireta pelas violações de direitos humanos cometidas no período do governo interino, além de condenar o que considera uma postura hostil do governo de transição em relação aos objetivos da revolução. Sabahi foi confirmado como candidato na eleição presidencial de 2014 em 2 de maio de 2014. Ele declarou que aboliria a lei de protestos se fosse eleito presidente. Afirmou ainda que modificaria os Acordos de Camp David e permitiria que a população egípcia votasse sobre o assunto, caso fosse eleito. No entanto, Sabahi não obteve êxito na eleição, perdendo para Sisi (o único outro candidato), que conquistou mais de 96% dos quase 23 milhões de votos válidos.

## Visões políticas

### Sobre a mudança do governo egípcio
- “Toda revolução deve lançar um renascimento em âmbito nacional, é para isso que serve o poder político, e é exatamente por isso que estou concorrendo à presidência.” (Al-Ahram, abril de 2012)
- “Sou a favor de um sistema presidencial que limite o poder do presidente e o torne responsável diante do público, do parlamento e do judiciário.” (Al-Ahram, abril de 2012)
- “O que importa não é quantas cadeiras cada partido ganha, mas que as eleições sejam realizadas de forma livre e justa... O povo egípcio deixou claro que ninguém terá acesso ao poder, a não ser por meio de eleições livres e justas.” (Al-Ahram, abril de 2012)
- “O aspecto político... se concentra na construção de um sistema político democrático baseado em uma nova constituição que garanta direitos como liberdade de crença, de expressão, de manifestação pacífica, de criar um partido político, e liberdade de imprensa.” (Majallah Magazine, maio de 2011)
- “Precisamos de mudanças em políticas, não em rostos. Precisamos de mais democracia e justiça social.” (Al-Masry Al-Youm, janeiro de 2010)

### Cultura política no Egito
- “O Egito deve permanecer no centro da nação árabe. Essa é sua identidade e destino... O renascimento do Egito não é apenas uma questão ideológica. Precisamos ter uma visão de revitalização. E minha visão se baseia fortemente na experiência de Abdel Nasser.” (Al-Ahram, abril de 2012)
- “Me opus tanto a Sadat quanto a Mubarak e critiquei suas políticas. Sob Sadat e Mubarak, o Egito abandonou seu papel de liderança no mundo árabe para se tornar parte da visão EUA-sionista para a região. Deixamos de ser um país que fica ao lado dos pobres e defende a justiça social para nos tornarmos um país que defende políticas de portas abertas.” (Al-Ahram, abril de 2012)
- “As pessoas precisam de um candidato que lhes ofereça condições de vida dignas, que respeite a religião, mas não seja necessariamente de origem religiosa.” (Aswat Masriya, fevereiro de 2012)

### Relações exteriores
- “Nossa política externa deve representar dignidade para o Egito e ser estável em seu curso. Precisamos fortalecer laços com três círculos principais: o círculo árabe, no qual o Egito é ator fundamental; o círculo africano do Vale do Nilo; e o círculo islâmico que envolve árabes, turcos e iranianos.” (Al-Ahram, abril de 2012)
- “Defendo o mais alto nível de cooperação com Irã e Turquia, o que permitirá às três partes reconstruir sua posição econômica e de segurança e evitar que qualquer outra parte (Israel ou EUA) interfira nos assuntos internos dos demais.” (Hiwar Magazine, fevereiro de 2012)
- “Compartilhamos o mesmo mar (com a UE). O Mediterrâneo é um lago compartilhado por europeus e árabes, então precisamos ter as melhores relações possíveis entre ambos.” (Hiwar Magazine, fevereiro de 2012)[carece de fontes?]
- “Respeito o povo americano e estamos muito interessados em manter diálogos sérios com eles, baseados em igualdade, não em subordinação... Nossa abordagem em relação aos governos e administrações ocidentais variará de acordo com nossos interesses, sob uma política externa egípcia que irá reviver o Egito e elevar seu status internacional.” (Majallah Magazine, maio de 2011)

### Mohamed Morsi
Em março de 2013, Sabahi afirmou que o então presidente do Egito, Mohamed Morsi, era o “novo Mubarak”, mas inicialmente se recusou a apoiar sua destituição pelos militares.

### Israel
Durante um debate televisionado que foi ao ar na Al-Manar TV em 3 de abril de 2014, Tamer Hindawi, porta-voz da campanha presidencial de Sabahi, declarou (em tradução feita pelo MEMRI) que “Nossa inimizade com o inimigo sionista é uma questão de existência. Ou eles ou nós. Não há possibilidade de paz. É nisso que acreditamos. O inimigo sionista é claramente a cabeça do colonialismo na região. Em nossa visão, os Acordos de Camp David são responsáveis por muitos de nossos problemas, podendo até ser a principal razão para a subjugação do Egito aos Estados Unidos e para o declínio do seu papel como líder árabe, islâmico e africano... Sabahi acredita que os sionistas são nossos inimigos, mas, quando chegar o momento histórico, ele decidirá o que fazer.” Na mesma entrevista, o porta-voz da campanha de al-Sisi fez coro, afirmando: “Apoiamos qualquer um que aponte sua arma para o inimigo sionista. Enquanto apontarem as armas para o inimigo sionista, nós os apoiaremos, mas somos contra quem apontar as armas em outra direção”.

### Sabahi pede nova lei de protesto
Em 12 de junho de 2014, em sua conta no Twitter, Sabahi pediu pela criação de uma nova lei de protestos no Egito, que organize as manifestações sem reprimir a oposição. Seu comentário ocorreu após o ativista Alaa Abd El Fattah e outros 24 serem condenados a 15 anos de prisão à revelia no Caso do Conselho Shura, um dia antes.